# Откровение Иоанна Богослова, 21

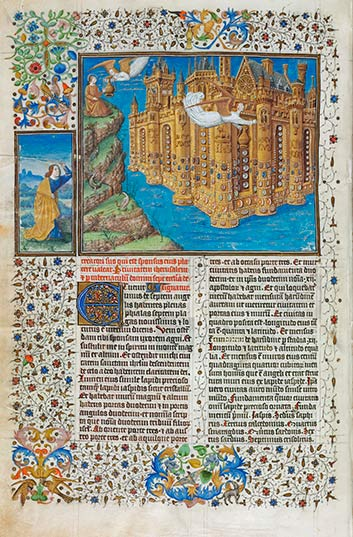

Откровение Иоанна Богослова, Глава 21 — предпоследняя глава Книги Апокалипсиса (21:1—27), в которой Иоанн имеет видение Небесного Иерусалима.

## Структура
- Новое небо и новая земля (1-8)
- Новый Иерусалим: невеста Агнца (9-14)
- Его измерения (15-21)
- Его свет (22-27)

## Содержание
Иоанн видит «новое небо и новую землю», а также новый святой город Иерусалим, сходящий с неба. Громкий голос объявляет, что это скиния Бога с человеками, и он будет обитать с ними, а смерти больше не будет. Бог приказывает Иоанну написать, что все свершилось, Побеждающий наследует все, а неверные попадут в серное озеро — это вторая смерть.
Потом к Иоанну приходит один из 7 ангелов, державших чаши с последними язвами, и говорит, что покажет ему Невесту Агнца. Он возносит Иоанна на высокую гору и показывает оттуда город, сошедший с неба. Далее следует подробное описание облика и размеров города, сравнение его с драгоценными камнями.
У ангела имеется золотая мерная трость, и он начинает измерять стены и ворота города. Иоанн также описывает стены города и украшающие его драгоценные камни. Однако в городе нет Храма, потому что Бог и есть его Храм. Также в городе нет солнца, потому что это тоже Бог. В нем будут спасенные народы, только те, кто записан в книге жизни.

### Упомянуты
- Небесный Иерусалим
- Семь ангелов-мстителей и Семь чаш гнева Божьего
- Книга жизни
- Агнец Божий

## Толкование
Эта глава — в своем роде эпилог, и одновременно символическая вершина книги. В ней рассказывается, что будет после Страшного суда, после преображения мира. В первых строках предстает картина нового неба и новой земли, по большей части, основанная на ветхозаветных цитатах. Небо и земля обозначают вселенную. Слова «моря уже нет» обозначают, что Вселенная преобразилась, и темных хаотических сил больше нет. В новом мире воля Творца не нарушается. Предстающий глазам Иоанна Новый Иерусалим всегда был символом Царства Божьего. Скиния, которая стоит в городе — знак непосредственной близости Бога и людей. Богословы дискутируют: новые небо и земля — это результат преображения, или совершенно новое творение (из текста это не ясно). Слова «Сказал Сидящий на престоле: се, творю все новое» — это впервые, когда в книге говорит Бог-Творец (ранее говорили Христос, ангел или апостол). С неба спускается город, построенный из драгоценных камней — это очередное типичное для книги противопоставление: Небесный Иерусалим вместо Вавилона. Измерение города — заимствование из Иезекиля. Это означает, что город не будет таким сверхъестественным, чтобы человек не смог его представить, но что он будет реальным, измеримым. Упоминается, что мера человека такая же, как у ангелов. Город описан крестовидным четырехугольным, на все стороны мира — символ Вселенной. 12 камней обозначают 12 колен Израилевых — предшественников Церкви, она же Новый Иерусалим. Драгоценные камни — образ нетленной красоты. 12 ворот — опять обозначение колен. Раньше были солнце и луна, теперь этого не будет; Церковь была невестой, теперь стала женой, происходит торжественный пир бракосочетания, пир Церкви, на который соберутся все верующие.
В прошлой главе Иоанн видел смерть нечестивых, теперь же он видит счастье блаженных. Идея нового неба и новой земли идет из иудейского мировоззрения, упоминается, например, у Исайи (Ис. 65,17; 66,22). В новом мире будет забыта печаль, грех исчезнет, прекратится тьма, и все, что было преходящим, станет вечным. Мечта о восстановлении Иерусалима — другая заветная иудейская идея. Здесь можно увидеть и платоновскую идею о том, что в невидимом мире существуют совершенные формы или идеи всего того, что существует на земле, и что все земные предметы — лишь несовершенные копии небесных реальностей. То есть небесный Иерусалим должен существовать параллельно несовершенному земному Иерусалиму. Влияние этой эллинистической мысли можно увидеть у апостола Павла (Гал. 4,26; Евр. 12,22). Есть след этого образа мшления и в иудейских текстах эпохи между Заветами 3 Езд. 7,26; 10,44-59). Второй источник концепции Небесного Иерусалима — иудейский, в этом видении цитируются мечты многих пророков — Исайи, Аггея, Иезекииля. То, что скиния Бога будет с человеком — то есть Слава Божия будет с ним, постоянно пребывать с народом божьим. Единение Бога с народом также было обещано в Ветхом завете. «Отрет Господь Бог слезы со всех лиц» говорил Исайя (Ис. 25,8). Смерть будет поглощена навеки для тех, кто узнал Христа. Стихи 5 и 6 — впервые заговаривает сам Бог-Творец. Блаженство ждет не каждых, а лишь верных, таким Бог дает обетование. Большую часть символики этой главы до сих пор никто не может пояснить окончательно. Поднимание на гору обозначает возвышенное состояние духа, в котором оказывается человек. Описание Иерусалима, драгоценные камни и проч. — основывается на ветхозаветных образах. Стена, возможно, это непреодолимая стена веры. 12 ворот символизируют универсальность Церкви — человек может попасть в нее любыми путями. Надписанные имена колен символизируют непрерывность Церкви. Город имеет кубическую форму — совершенную. Площадь города, судя по названным размерам, примерно 5 760 000 кв. километров, то есть почти со всю Европу. Это знак, что там будет место для каждого. Высота стены при этом очень низкая, то есть она не для обороны. Из названных драгоценных камней восемь из наперсника первосвященника. Уникальная особенность города — отсутствие Храма, однако это возможно, потому что Бог сам присутствует в нем все время. Городу не нужен сотворенный свет, потому что в нем присутствует Бог. Все народы идут к Богу, и все цари земные приносят ему свои дары, славу и честь — это картина всеобщего спасения.